# 玛萨拉酒

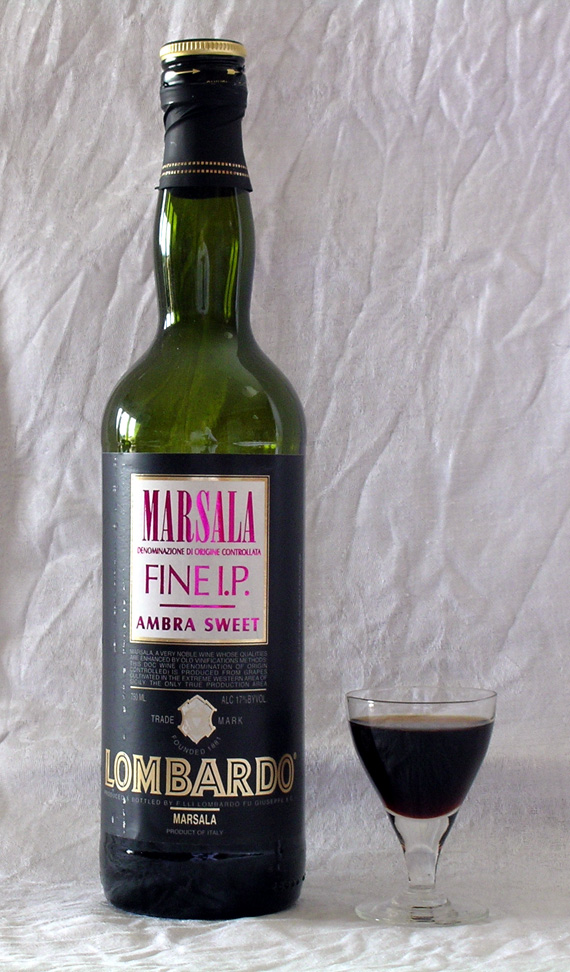
玛萨拉酒

玛萨拉酒（英語：Marsala wine）（舊譯麥色拉酒）是意大利西西里玛莎拉出产的法定产区（DOC）认证葡萄酒，所有生產的步骤都必须在玛莎拉产区内完成，这样产出的酒才能称之为玛萨拉酒，雖然在玛莎拉當地會飲用未加强的葡萄酒，但供出口的大多是加强的葡萄酒。一开始添加烈酒来“加强”是為了确保可以通過长时间的远洋运输而不至於變質，但现在这么做是出于国際市场的喜爱。
有时人们會将玛萨拉酒和另外一种西西里潘泰萊里亞出产的葡萄酒——Passito di Pantelleria相提并论。

## 历史

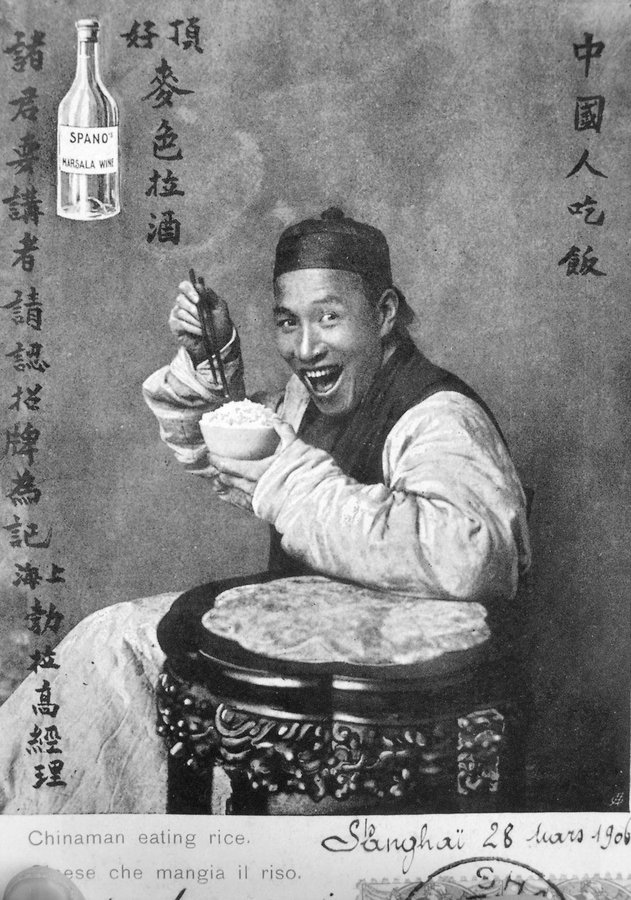
麥色拉酒廣告——中國人吃飯，1901-1903

关于玛莎拉酒是如何为世人所知的众说纷纭，其中一个最为可靠的版本是英国商人John Woodhouse发掘了玛萨拉酒。
1773年，Woodhouse的船停靠在玛萨拉港口，他发现当地木桶陈酿的葡萄酒喝起来有一种类似西班牙和葡萄牙加强葡萄酒的味道，他把这种酒带到了英国并迅速流行起来。
1796年，Woodhouse返回西西里成立酒廠并開始商业化大规模生产玛萨拉酒。他使用白兰地来强化葡萄酒，并引入更加完善的索雷拉陈酿系统，以生产更加高档的酒。
1800年，马耳他落入英国人手中。他们发现当地人使用了一种类似西班牙赫雷斯酿造雪利酒用的索雷拉陈酿系统的工艺，称之为“Perpetuum”（将当年的新酒添加到木桶中，补充已经揮發掉的部分舊酒）。
Woodhouse認為Perpetuum工艺提升了葡萄酒的酒精浓度和口感，并能确保长途海运后葡萄酒的品质不会变差，更进一步認為这种加强葡萄酒会在英国大受欢迎，实际上英国人对玛萨拉酒非常熟悉，因为几十年来他们都使用一种吃水较浅的船，称之为schifazzi，在玛萨拉港口停靠，来补给水、食物，以及葡萄酒。
1806年，Benjamin Ingham成立了Ingham & Whitaker酒厂。
1833年，Vincenzo Florio成立了Florio酒厂，并开始生产葡萄酒来和英国酒廠竞争。
1853年，玛萨拉酒的产量达到6,900桶，Ingham & Whitaker酒廠占58%，Florio酒廠占23%，Woodhouse酒廠占19%。
隨後其他本地酒廠也陆续成立：
1860年，Don Diego Rallo成立了Rallo酒厂。
1875年，Vito Curatolo成立了Curatolo Arini酒厂。
1880年，Paolo Pellegrino成立了Carlo Pellegrino酒厂（現Cantine Pellegrino酒厂）。
19世纪末，Florio酒廠收购了Woodhouse酒廠。
第一次世界大战后，劣質玛萨拉酒和非法贸易一度摧毁了玛萨拉酒的美名。
1920年，Cinzano酒廠收购了Florio酒厂，继续以Florio品牌生产玛萨拉酒。
1931年，義大利政府立法保护玛萨拉酒，向法定产区（DOC）认证迈出了第一步。
1963年，当地生产商自发组成了“玛萨拉酒原产地保护协会”。
1969年，玛萨拉酒获得了法定产区（DOC）认证，这对玛萨拉酒酿酒人和玛萨拉地区都是极大的荣耀。
2003年“玛萨拉酒原产地保护协会”得到了義大利农业部的官方认可。
今天，Florio和Pellegrino仍然是玛萨拉酒界的龙头。

## 分类
玛萨拉酒的酒精含量大约在15-20%。不同的玛萨拉酒根据其加強材料、陈酿时间、色泽深淺以及糖分含量分类。
按加強材料可分為：

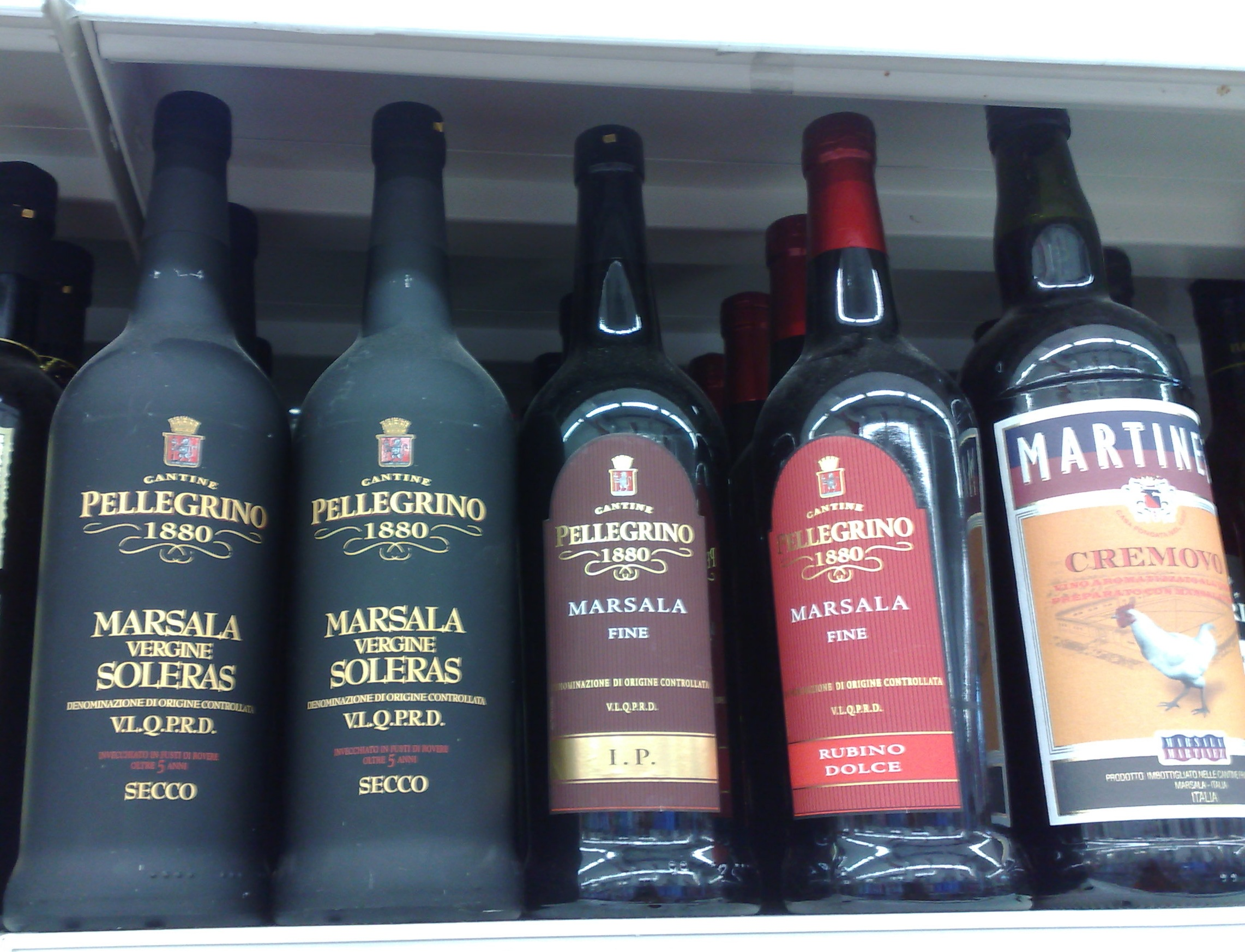
不同種類的玛萨拉酒，中左二為Marsala vergine soleras，中右二為Marsala Fine

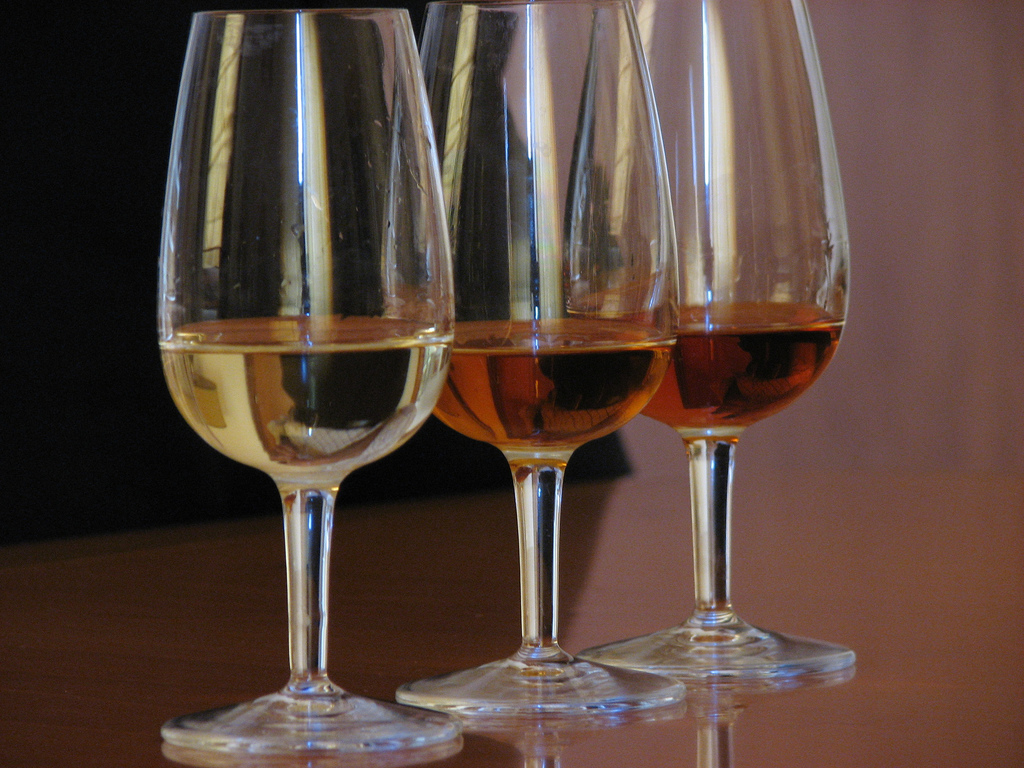
不同色泽的玛萨拉酒，左一為Oro，右二為Ambra

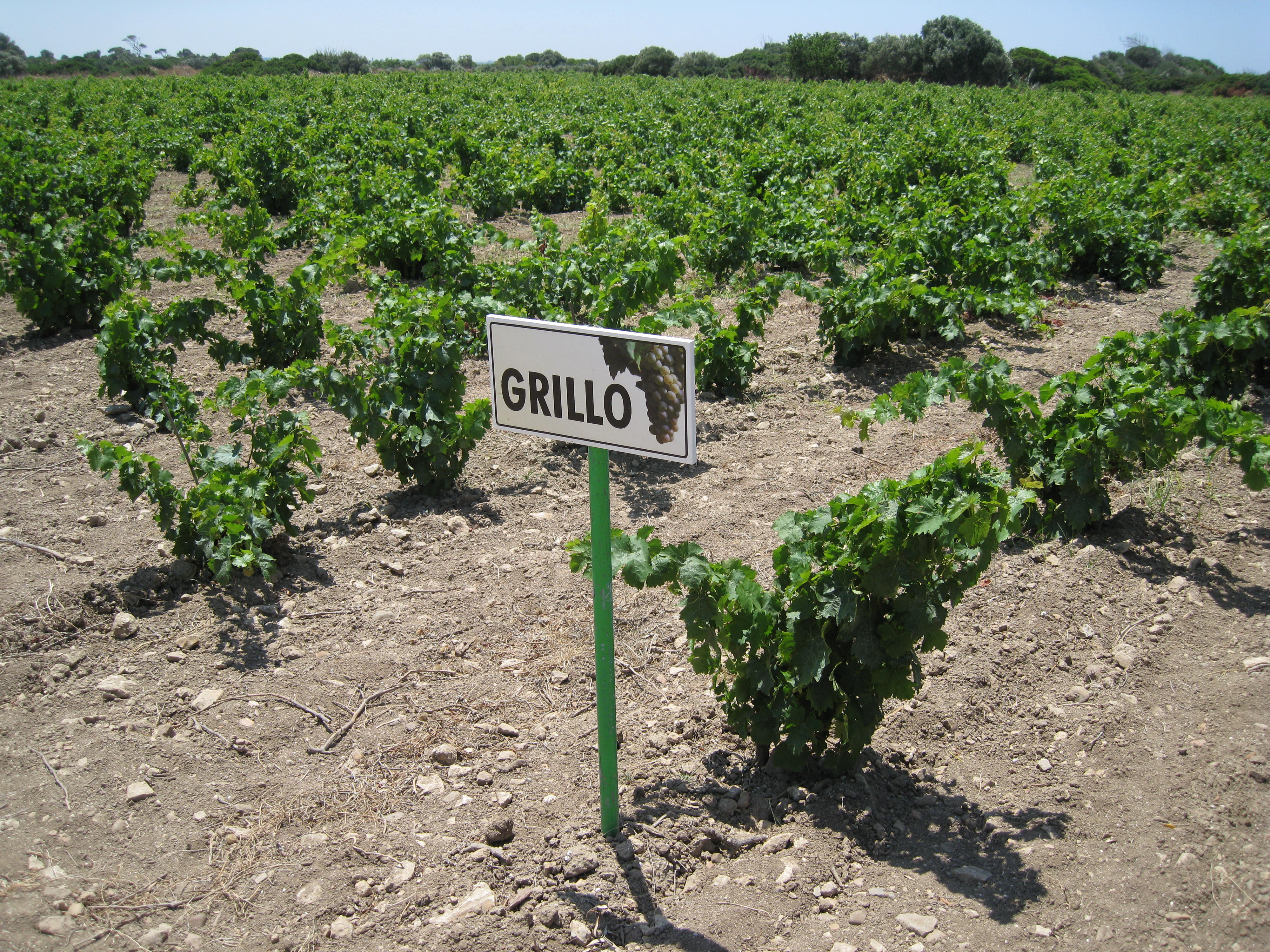
Grillo葡萄园

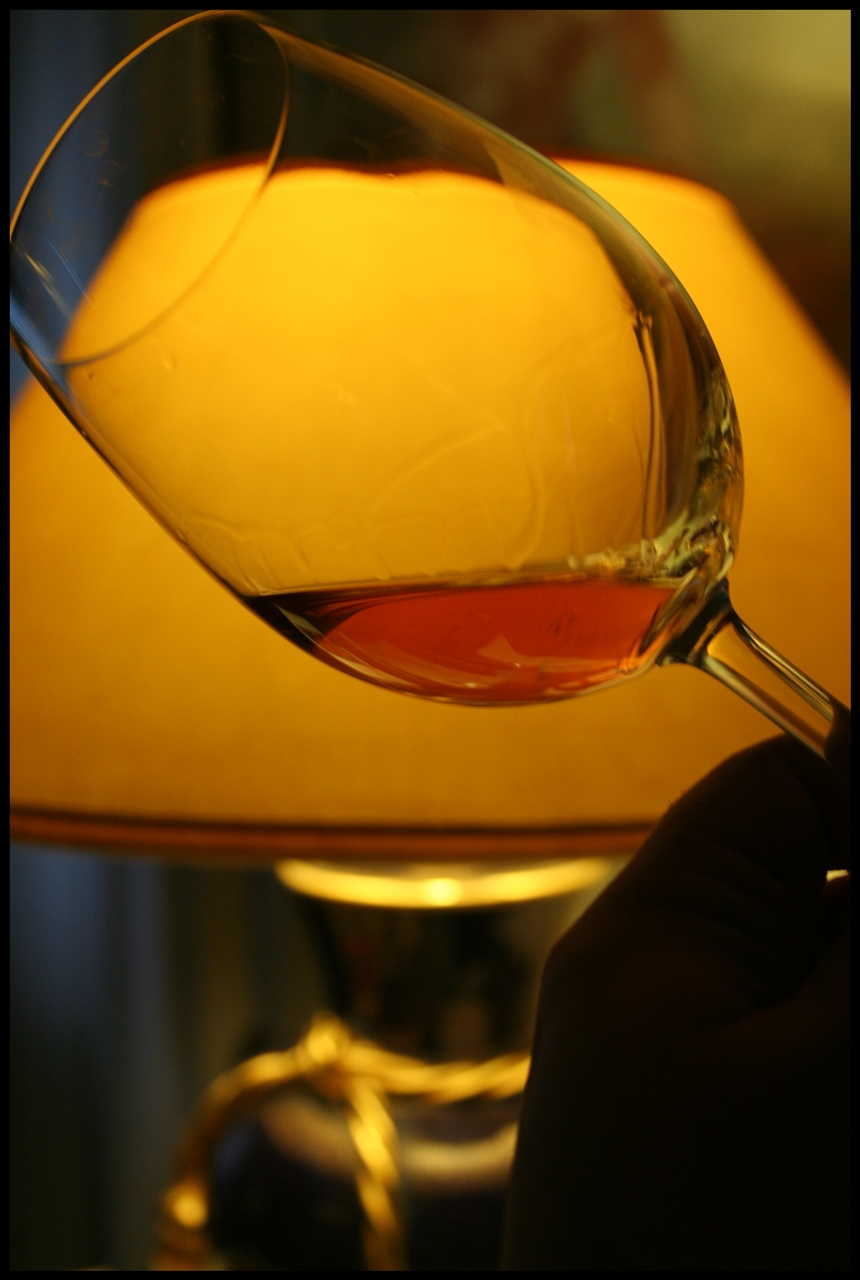
乾型玛萨拉酒

Marsala vergine：加入白蘭地或葡萄酒进行加强。
Marsala conciato：加入白蘭地、Mistelle（葡萄汁或部分发酵葡萄汁和渣釀白蘭地混合成的葡萄酒，会影响酒的糖分和味道）以及Mosto cotto（葡萄汁熬煮成的糖漿，会影响酒的色澤和味道）进行加强。
按陈酿时间可分為：
- Vergine Soleras Riserva或Vergine Soleras Stravecchio：最低酒精含量為18％，陈酿至少10年的玛萨拉酒。
- Vergine Soleras：最低酒精含量為18％，陈酿至少5年的玛萨拉酒。
- Superiore Riserva：最低酒精含量為18％，陈酿至少4年的玛萨拉酒。
- Superiore：最低酒精含量為18％，陈酿至少2年的玛萨拉酒。
- Fine：最低酒精含量為17％，陈酿至少1年的玛萨拉酒。

按色泽深淺可分為：
- Oro：金黄色玛萨拉酒。
- Ambra：琥珀色玛萨拉酒，颜色来源于添加的甜味剂Mosto cotto。
  - Oro和Ambra使用Cricket、Grillo、Catarratto bianco comune、Catarratto bianco lucido、Ansonica（本地称之为Inzolia）、Damaschino品种白葡萄酿造。
- Rubino：红宝石色玛萨拉酒，使用Perricone（本地称之为Pignatello）、Calabrese（本地称之为Nero d'Avola）、Nerello mascalese品种红葡萄酿造[21]。

虽然这些葡萄品种可以以多个方式培育，但是当地推荐使用“树”的方法进行种植，并且禁止人工干预生长，除非需要紧急灌溉。每公顷白葡萄的产量控制在10吨，红葡萄的产量控制在9吨。
按糖分含量可分為：
- secco：乾型玛萨拉酒，最高每公升残余糖分40克。
- semisecco：半乾型玛萨拉酒，每公升残余糖分41-100克。
- sweet：甜型玛萨拉酒，每公升残余糖分超过100克。

## 存储
由于玛萨拉酒是一种加强葡萄酒，因此比一般葡萄酒不容易变质，也不需冷藏，只需像其他烈酒一样存放在阴凉的地方即可。
开瓶后的玛萨拉酒同样不容易变质，也不需冷藏，甚至能保存3-4个月而风味不减，不過建议开瓶后1-2个月内飲用完畢。只需像未開瓶的玛萨拉酒一样存放在阴凉的地方即可。

## 饮用
传统上玛萨拉酒作为开胃酒，在第一道菜和第二道菜之间饮用。现代人会作为甜点酒饮用，搭配水果、糕点、帕尔马起司，罗克福起司，古冈左拉起司以及其他辛辣类型的起司。可以冷藏饮用，或者在室温下饮用。

## 料理

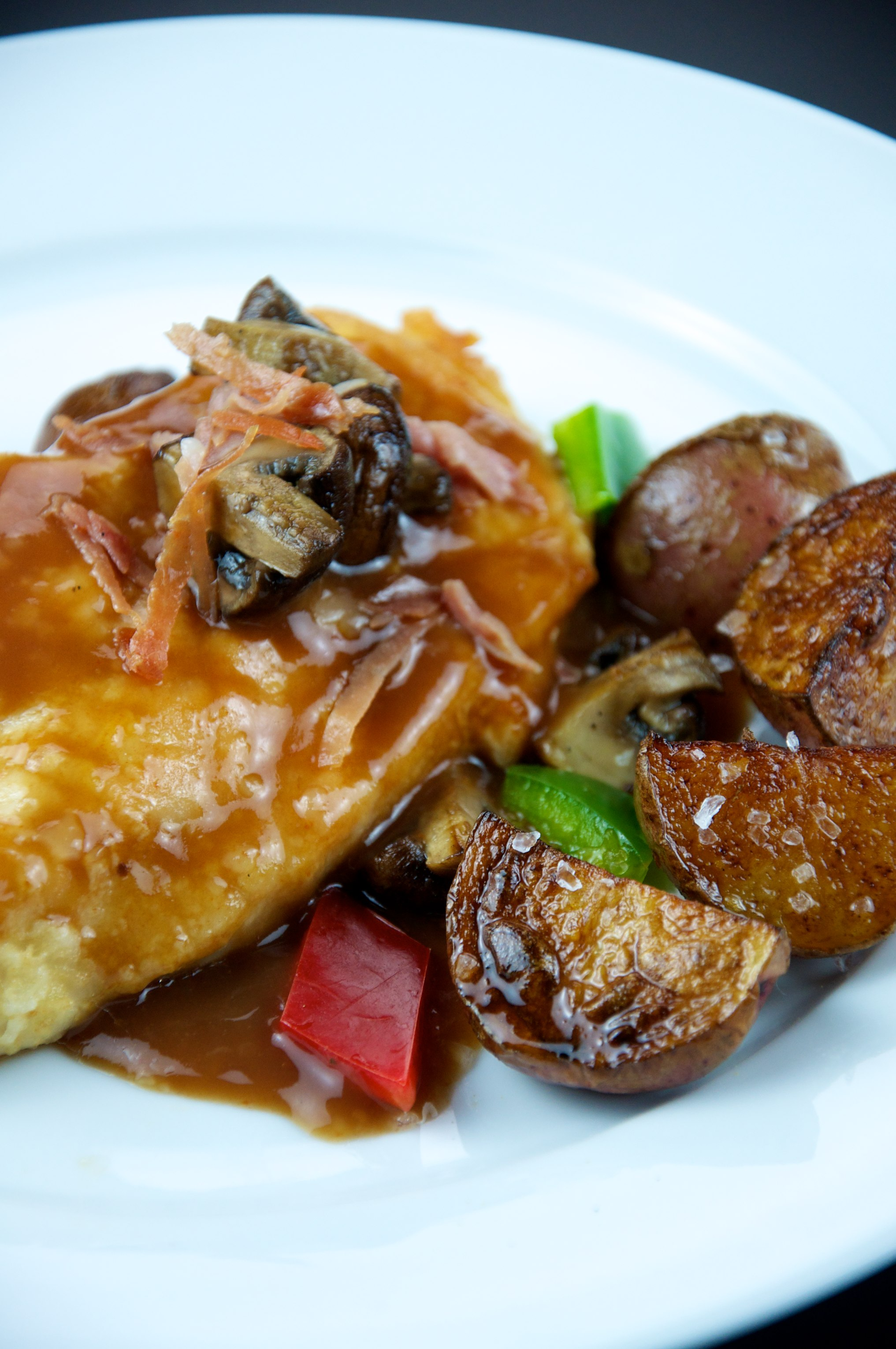
玛萨拉鸡

玛萨拉酒在料理中经常被使用，尤其是在美国的意大利餐廳中非常受欢迎，例如玛萨拉酱，先将洋葱或紅蔥頭、蒜頭、蘑菇以奶油和橄欖油炒軟，再拌入面粉炒至生粉味消失，最後加入玛萨拉酒和牛或蔬菜高湯煮至收汁（約原本液體2/3的量）並以鹽和黑胡椒調味製成，傳統上搭配牛排（煎過的牛排淋上玛萨拉酱並撒上香草裝飾）。最受歡迎的玛莎拉酒料理之一是玛萨拉鸡，先将鸡排（雞胸肉或去骨雞腿肉）裹上面粉並以奶油和橄欖油煎過，再將煎過的鸡排加入由玛萨拉酒、雞或蔬菜高湯、洋葱或紅蔥頭、蒜頭、蘑菇烹煮成的醬汁中烹煮，最後以鹽和黑胡椒調味並撒上荷蘭芹裝飾。玛萨拉酒也被用于製作意大利甜点，如沙巴翁（Zabaglione）和提拉米苏（Tiramisu）等。

## 相关页面
- 波特酒
- 威末酒
- 雪利酒
- 马德拉酒
- 马拉加酒
- 杜本内酒
- 卡曼达蕾雅酒